# ロマン・ロスチスラヴィチ
ロマン・ロスチスラヴィチ（ロシア語表記：Роман Ростиславич, 1132/5年 - 1180年）は、スモレンスク公（在位：1160年 - 1172年、1177年 - 1180年）、キエフ大公（在位：1171年 - 1173年、1175年 - 1177年）、ノヴゴロド公（在位：1178年 - 1179年）。ロスチスラフ1世の息子の一人。

## 妻子
妻はノヴゴロド・セヴェルスキー公スヴャトスラフの娘（1159年結婚）。子には以下の人物がいる。
- ヤロポルク
- ムスチスラフ
- 娘 - ポロツク公フセスラフと結婚。